# 新栄町 (刈谷市)
新栄町（しんさかえまち）は、愛知県刈谷市の町名。現行行政地名は新栄町1丁目から新栄町7丁目。

## 地理
刈谷市の中央部に位置している。北は豊田町や寺横町と、東は東陽町と、南は名鉄三河線を境に寿町と、西は銀座や広小路と接している。新栄町の中央部を愛知県道51号知立東浦線が通り、沿線は金融機関や商店などが立ち並んでいる。
秋葉神社の祭礼である万燈祭には、7ある氏子町として「銀座、司町、新栄町、寺横町、東陽町、広小路、広小路五組」が参加している。

## 歴史
1960年（昭和35年）に刈谷市大字刈谷の一部が刈谷市新栄町となった。1965年（昭和40年）には新栄町の一部が分離して東陽町となった。
1989年（平成元年）時点の世帯数は462、人口は1,368だった。

## 世帯数と人口
2019年（令和元年）6月1日現在の世帯数と人口は以下の通りである。
| 丁目        | 世帯数  | 人口    |
| ----------- | ------- | ------- |
| 新栄町1丁目 | 71世帯  | 157人   |
| 新栄町2丁目 | 145世帯 | 338人   |
| 新栄町3丁目 | 55世帯  | 116人   |
| 新栄町4丁目 | 98世帯  | 202人   |
| 新栄町5丁目 | 62世帯  | 115人   |
| 新栄町6丁目 | 148世帯 | 302人   |
| 新栄町7丁目 | 113世帯 | 277人   |
| 計          | 692世帯 | 1,507人 |

### 人口の変遷
国勢調査による人口の推移
| 1995年（平成7年）  | 1,238人 | [ 8 ]  |  |
| 2000年（平成12年） | 1,099人 | [ 9 ]  |  |
| 2005年（平成17年） | 1,466人 | [ 10 ] |  |
| 2010年（平成22年） | 1,512人 | [ 11 ] |  |
| 2015年（平成27年） | 1,413人 | [ 12 ] |  |

## 小・中学校の学区
市立小・中学校に通う場合、学区は以下の通りとなる。
| 丁目        | 番・番地等 | 小学校             | 中学校               |
| ----------- | ---------- | ------------------ | -------------------- |
| 新栄町1丁目 | 全域       | 刈谷市立亀城小学校 | 刈谷市立刈谷南中学校 |
| 新栄町2丁目 | 全域       | 刈谷市立亀城小学校 | 刈谷市立刈谷南中学校 |
| 新栄町3丁目 | 全域       | 刈谷市立亀城小学校 | 刈谷市立刈谷南中学校 |
| 新栄町4丁目 | 全域       | 刈谷市立亀城小学校 | 刈谷市立刈谷南中学校 |
| 新栄町5丁目 | 全域       | 刈谷市立亀城小学校 | 刈谷市立刈谷南中学校 |
| 新栄町6丁目 | 全域       | 刈谷市立亀城小学校 | 刈谷市立刈谷南中学校 |
| 新栄町7丁目 | 全域       | 刈谷市立亀城小学校 | 刈谷市立刈谷南中学校 |

## 施設

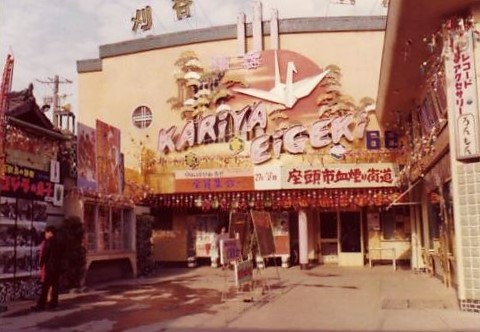
刈谷映劇

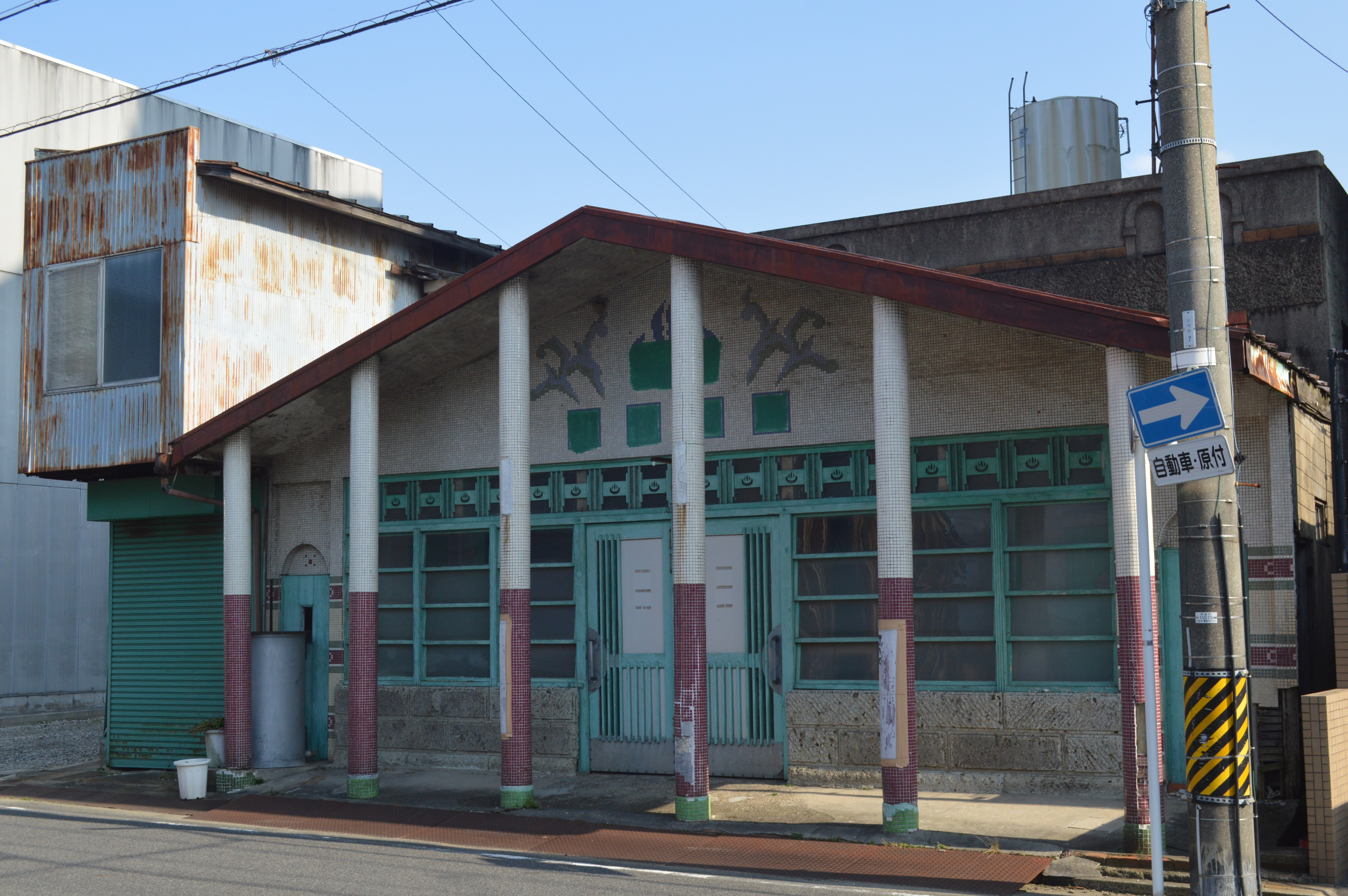
刈谷浴場

- 刈谷商工会議所[6][15]
- 刈谷市東部市民館
- 名古屋銀行刈谷支店
- 碧海信用金庫刈谷支店
- 大興運輸 - 運送業者。
- 刈谷映劇 - 映画館。1918年（大正7年）開館、2000年（平成12年）閉館[16]。
- 刈谷浴場 - 銭湯。1923年（大正12年）開業、2011年（平成23年）廃業。
- 新栄児童遊園 - 1971年（昭和46年）設置[1]。

## その他

### 日本郵便
- 郵便番号 : 448-0843[4]（集配局：刈谷郵便局[17]）。